# .online
.online — домен верхнего уровня, предназначенный для онлайн-чатов и мессенджеров. Впервые домен был зарегистрирован для сайта speak.online в 2009 году. Через 8 месяцев чат был заблокирован полицией США из-за частого упоминания о продаже наркотиков. В 2012 году ICANN объявила, что будет расширять диапазон доменных расширений для дальнейшей организации Интернета, поскольку новые ДВУ запрашиваются несколькими сторонами. Шесть компаний, включая Radix, Tucows, Namecheap, I-Registry Ltd., Whatbox? и Donuts (Bitter Frostbite, LLC), подали заявки на этот ДВУ. Домен .online был запущен в августе 2015 года. В настоящее время он принадлежит и управляется компанией Radix, основанной Бхавином Туракхией. Первоначально это было совместное предприятие Radix, Tucows и Namecheap после того, как они выиграли права на .online на частном аукционе в 2014 году. Radix выкупил полные права у Namecheap и Tucows, чтобы стать единственным владельцем ДВУ в 2015 году.
Этот ДВУ был первым, кто зарегистрировал более 38 000 доменов за первые 24 часа, что стало крупнейшим запуском новых gTLD за все время. В ноябре 2015 года .online стал самым быстрым новым gTLD, число регистраций которого превысило 100 000, а по состоянию на 2018 год превысило 1 миллион регистраций из более чем 230 стран, что делает его 5-м по величине нДВУ по размеру зоны.
Основываясь на внутреннем анализе Radix, 65 % разработанных доменов .online используются компаниями малого и среднего бизнеса, в то время как на сегодняшний день компания получила более 13 миллионов долларов общей выручки от gTLD.
В 2017 году .ONLINE получил награду за лучший новый gTLD на Глобальном саммите доменов в Китае.
Этот gTLD используется множеством веб-сайтов. В 2017 году Casino.online был продан за 201 250 долларов, что стало крупнейшей продажей новых gTLD за все время.